# Davis Cup 2024 – 1. světová skupina
1. světová skupina Davis Cupu 2024 probíhala ve formátu dvanácti mezistátních tenisových zápasů hraných mezi 13.–14., respektive 14.–15. zářím 2024. V rámci Davis Cupu 2024 do ni nastoupilo dvacet čtyři družstev, která vytvořila dvanáct párů. Dvoudenní vzájemná mezistátní utkání se konala ve formátu domácího a hostujícího týmu do tři vítězných bodů (čtyři dvouhry a čtyřhra). Los se uskutečnil 8. února 2024 v Londýně.
Dvanáct vítězů postoupilo do 1. kvalifikačního kola 2025 a na všechny poražené čekala účast v baráži 1. světové skupiny 2025.

## Přehled
1. světové skupiny se zúčastnilo dvacet čtyři týmů:
- 12 poražených týmů z kvalifikačního kola 2024
- 12 vítězných týmů z baráže 1. světové skupiny 2024

| Nasazené týmy 1. Srbsko (5.) 2. Chorvatsko (7.) 3. Švédsko (18.) 4. Kazachstán (19.) 5. Jižní Korea (21.) 6. Švýcarsko (22.) 7. Maďarsko (23.) 8. Portugalsko (24.) 9. Rakousko (25.) 10. Bosna a Hercegovina (26.) 11. Izrael (27.) 12. Kolumbie (28.) | Nenasazené týmy - Tchaj-wan (29.) - Japonsko (30.) - Norsko (31.) - Turecko (32.) - Dánsko (33.) - Peru (34.) - Ukrajina (35.) - Indie (36.) - Řecko (38.) - Litva (40.) - Polsko (41.) - Egypt (43.) |

Žebříček ITF k 5. únoru 2024.
| 1. světová skupina – 13.–14. a 14.–15. září 2024 | 1. světová skupina – 13.–14. a 14.–15. září 2024 | 1. světová skupina – 13.–14. a 14.–15. září 2024 | 1. světová skupina – 13.–14. a 14.–15. září 2024 | 1. světová skupina – 13.–14. a 14.–15. září 2024 | 1. světová skupina – 13.–14. a 14.–15. září 2024 | 1. světová skupina – 13.–14. a 14.–15. září 2024 |
| Domácí                                           | výsledek                                         | hosté                                            | místo konání                                     | areál / hala                                     | povrch                                           |                                                  |
| ------------------------------------------------ | ------------------------------------------------ | ------------------------------------------------ | ------------------------------------------------ | ------------------------------------------------ | ------------------------------------------------ | ------------------------------------------------ |
| Srbsko [1]                                       | 3–1                                              | Řecko                                            | Bělehrad                                         | Hala Aleksandara Nikoliće                        | tvrdý (hala)                                     |                                                  |
| Chorvatsko [2]                                   | 4–0                                              | Litva                                            | Varaždín                                         | Varaždin Arena                                   | tvrdý (hala)                                     |                                                  |
| Švédsko [3]                                      | 4–0                                              | Indie                                            | Stockholm                                        | Kungliga tennishallen                            | tvrdý (hala)                                     |                                                  |
| Kazachstán [4]                                   | 1–3                                              | Dánsko                                           | Astana                                           | Národní tenisové centrum Daulet                  | tvrdý (hala)                                     |                                                  |
| Polsko                                           | 1–3                                              | Jižní Korea [5]                                  | Zelená Hora                                      | Hala CRS v Zelené Hoře                           | tvrdý (hala)                                     |                                                  |
| Švýcarsko [6]                                    | 4–0                                              | Peru                                             | Biel                                             | Swiss Tennis Arena                               | tvrdý (hala)                                     |                                                  |
| Egypt                                            | 2–3                                              | Maďarsko [7]                                     | Káhira                                           | Sportovní klub Gezira                            | antuka                                           |                                                  |
| Norsko                                           | 3–1                                              | Portugalsko [8]                                  | Bekkestua                                        | Nadderud Arena                                   | tvrdý (hala)                                     |                                                  |
| Rakousko [9]                                     | 3–0                                              | Turecko                                          | Bad Waltersdorf                                  | Sportaktivpark Bad Waltersdorf                   | antuka                                           |                                                  |
| Tchaj-wan                                        | 3–2                                              | Bosna a Hercegovina [10]                         | Tchaj-pej                                        | Tenisové centrum v Tchaj-peji                    | tvrdý (hala)                                     |                                                  |
| Izrael [11]                                      | 3–1                                              | Ukrajina                                         | Larnaka (Kypr)                                   | Herodotou Tennis Academy                         | tvrdý                                            |                                                  |
| Japonsko                                         | 3–1                                              | Kolumbie [12]                                    | Tokio                                            | Ariake Coliseum                                  | tvrdý                                            |                                                  |

## Zápasy 1. světové skupiny

### Srbsko vs. Řecko
| | Srbsko | 3 :                                                                     | 1   | Řecko |     |            |
| --- | ------ | ----------------------------------------------------------------------- | --- | ----- | --- | ---------- |
| Hala Aleksandara Nikoliće, Bělehrad, Srbsko 14.–15. září 2024 tvrdý – Laykold MF4 (hala) |        |                                                                         |     |       |     |            |
| \| \| \| \| 1. \| 2. \| 3. \| \| \| -- \| \| ----------------------------------------------------------------------- \| --- \| --- \| --- \| ---------- \| \| 1. \| \| Miomir Kecmanović Aristotelis Thanos \| 6 3 \| 6 3 \| \| \| \| 2. \| \| Novak Djoković Ioannis Xilas \| 6 0 \| 6 1 \| \| \| \| 3. \| \| Novak Djoković / Hamad Medjedović Aristotelis Thanos / Petros Tsitsipas \| 6 3 \| 3 6 \| 6 3 \| \| \| 4. \| \| Dušan Lajović Demetris Azoides \| 6 1 \| 2 3 \| \| skreč \| \| 5. \| \| Miomir Kecmanović Ioannis Xilas \| \| \| \| nehrálo se \| \| \| \| \| \| \| \| \| \| \| \| \| \| \| \| \| \| \| \| \| \| \| \| \| \| \| \| \| \| \| \| \| \| \| \| \| \| \| \| \| |        |                                                                         |     |       |     |            |
| |        |                                                                         | 1.  | 2.    | 3.  |            |
| 1. |        | Miomir Kecmanović Aristotelis Thanos                                    | 6 3 | 6 3   |     |            |
| 2. |        | Novak Djoković Ioannis Xilas                                            | 6 0 | 6 1   |     |            |
| 3. |        | Novak Djoković / Hamad Medjedović Aristotelis Thanos / Petros Tsitsipas | 6 3 | 3 6   | 6 3 |            |
| 4. |        | Dušan Lajović Demetris Azoides                                          | 6 1 | 2 3   |     | skreč      |
| 5. |        | Miomir Kecmanović Ioannis Xilas                                         |     |       |     | nehrálo se |
| |        |                                                                         |     |       |     |            |
| |        |                                                                         |     |       |     |            |
| |        |                                                                         |     |       |     |            |
| |        |                                                                         |     |       |     |            |
| |        |                                                                         |     |       |     |            |

### Chorvatsko vs. Litva
| | Chorvatsko | 4 :                                                      | 0   | Litva |     |            |
| --- | ---------- | -------------------------------------------------------- | --- | ----- | --- | ---------- |
| Varaždin Arena, Varaždín, Chorvatsko 13.–14. září 2024 tvrdý – Rebound Ace Synpave (hala) |            |                                                          |     |       |     |            |
| \| \| \| \| 1. \| 2. \| 3. \| \| \| -- \| \| -------------------------------------------------------- \| --- \| ---- \| --- \| ---------- \| \| 1. \| \| Borna Gojo Vilius Gaubas \| 6 4 \| 6 2 \| \| \| \| 2. \| \| Duje Ajduković Edas Butvilas \| 7 5 \| 6 78 \| 6 2 \| \| \| 3. \| \| Mate Pavić / Mili Poljičak Edas Butvilas / Vilius Gaubas \| 6 4 \| 1 6 \| 6 3 \| \| \| 4. \| \| Matej Dodig Vilius Gaubas \| 6 3 \| 6 4 \| \| \| \| 5. \| \| Borna Gojo Edas Butvilas \| \| \| \| nehrálo se \| \| \| \| \| \| \| \| \| \| \| \| \| \| \| \| \| \| \| \| \| \| \| \| \| \| \| \| \| \| \| \| \| \| \| \| \| \| \| \| \| |            |                                                          |     |       |     |            |
| |            |                                                          | 1.  | 2.    | 3.  |            |
| 1. |            | Borna Gojo Vilius Gaubas                                 | 6 4 | 6 2   |     |            |
| 2. |            | Duje Ajduković Edas Butvilas                             | 7 5 | 6 78  | 6 2 |            |
| 3. |            | Mate Pavić / Mili Poljičak Edas Butvilas / Vilius Gaubas | 6 4 | 1 6   | 6 3 |            |
| 4. |            | Matej Dodig Vilius Gaubas                                | 6 3 | 6 4   |     |            |
| 5. |            | Borna Gojo Edas Butvilas                                 |     |       |     | nehrálo se |
| |            |                                                          |     |       |     |            |
| |            |                                                          |     |       |     |            |
| |            |                                                          |     |       |     |            |
| |            |                                                          |     |       |     |            |
| |            |                                                          |     |       |     |            |

### Švédsko vs. Indie
| | Švédsko | 4 :                                                                  | 0   | Indie |    |            |
| --- | ------- | -------------------------------------------------------------------- | --- | ----- | -- | ---------- |
| Kungliga tennishallen, Stockholm, Švédsko 14.–15. září 2024 tvrdý – Laykold M3 (hala) |         |                                                                      |     |       |    |            |
| \| \| \| \| 1. \| 2. \| 3. \| \| \| -- \| \| -------------------------------------------------------------------- \| --- \| --- \| -- \| ---------- \| \| 1. \| \| Elias Ymer Sriram Balaji \| 6 4 \| 6 2 \| \| \| \| 2. \| \| Leo Borg Ramkumar Baladži \| 6 3 \| 6 4 \| \| \| \| 3. \| \| Filip Bergevi / André Göransson Sriram Baladži / Ramkumar Ramanathan \| 6 3 \| 6 4 \| \| \| \| 4. \| \| Elias Ymer Siddharth Višwakarma \| 6 2 \| 6 2 \| \| \| \| 5. \| \| Leo Borg Sriram Baladži \| \| \| \| nehrálo se \| \| \| \| \| \| \| \| \| \| \| \| \| \| \| \| \| \| \| \| \| \| \| \| \| \| \| \| \| \| \| \| \| \| \| \| \| \| \| \| \| |         |                                                                      |     |       |    |            |
| |         |                                                                      | 1.  | 2.    | 3. |            |
| 1. |         | Elias Ymer Sriram Balaji                                             | 6 4 | 6 2   |    |            |
| 2. |         | Leo Borg Ramkumar Baladži                                            | 6 3 | 6 4   |    |            |
| 3. |         | Filip Bergevi / André Göransson Sriram Baladži / Ramkumar Ramanathan | 6 3 | 6 4   |    |            |
| 4. |         | Elias Ymer Siddharth Višwakarma                                      | 6 2 | 6 2   |    |            |
| 5. |         | Leo Borg Sriram Baladži                                              |     |       |    | nehrálo se |
| |         |                                                                      |     |       |    |            |
| |         |                                                                      |     |       |    |            |
| |         |                                                                      |     |       |    |            |
| |         |                                                                      |     |       |    |            |
| |         |                                                                      |     |       |    |            |

### Kazachstán vs. Dánsko
| | Kazachstán | 1 :                                                                        | 3    | Dánsko |          |            |
| --- | ---------- | -------------------------------------------------------------------------- | ---- | ------ | -------- | ---------- |
| Národní tenisové centrum Daulet, Astana, Kazachstán 14.–15. září 2024 tvrdý – Greenset Grand Prix (hala) |            |                                                                            |      |        |          |            |
| \| \| \| \| 1. \| 2. \| 3. \| \| \| -- \| \| -------------------------------------------------------------------------- \| ---- \| --- \| -------- \| ---------- \| \| 1. \| \| Alexandr Bublik Elmer Møller \| 6 1 \| 2 6 \| 2 6 \| \| \| 2. \| \| Alexandr Ševčenko August Holmgren \| 64 7 \| 3 6 \| \| \| \| 3. \| \| Alexandr Bublik / Oleksandr Nedověsov August Holmgren / Johannes Ingildsen \| 67 9 \| 3 6 \| \| \| \| 4. \| \| Beibit Zhukayev Philip Hjorth \| 3 6 \| 6 4 \| [10] [8] \| \| \| 5. \| \| Alexandr Ševčenko Elmer Møller \| \| \| \| nehrálo se \| \| \| \| \| \| \| \| \| \| \| \| \| \| \| \| \| \| \| \| \| \| \| \| \| \| \| \| \| \| \| \| \| \| \| \| \| \| \| \| \| |            |                                                                            |      |        |          |            |
| |            |                                                                            | 1.   | 2.     | 3.       |            |
| 1. |            | Alexandr Bublik Elmer Møller                                               | 6 1  | 2 6    | 2 6      |            |
| 2. |            | Alexandr Ševčenko August Holmgren                                          | 64 7 | 3 6    |          |            |
| 3. |            | Alexandr Bublik / Oleksandr Nedověsov August Holmgren / Johannes Ingildsen | 67 9 | 3 6    |          |            |
| 4. |            | Beibit Zhukayev Philip Hjorth                                              | 3 6  | 6 4    | [10] [8] |            |
| 5. |            | Alexandr Ševčenko Elmer Møller                                             |      |        |          | nehrálo se |
| |            |                                                                            |      |        |          |            |
| |            |                                                                            |      |        |          |            |
| |            |                                                                            |      |        |          |            |
| |            |                                                                            |      |        |          |            |
| |            |                                                                            |      |        |          |            |

### Polsko vs. Jižní Korea
| | Polsko | 1 :                                                          | 3      | Jižní Korea |     |            |
| --- | ------ | ------------------------------------------------------------ | ------ | ----------- | --- | ---------- |
| Centrum Rekreacyjno-Sportowe, Zelená Hora, Polsko 13.–14. září 2024 tvrdý – Plexipave (hala) |        |                                                              |        |             |     |            |
| \| \| \| \| 1. \| 2. \| 3. \| \| \| -- \| \| ------------------------------------------------------------ \| ------ \| ---- \| --- \| ---------- \| \| 1. \| \| Maks Kaśnikowski Hong Song-čchan \| 68 710 \| 2 6 \| \| \| \| 2. \| \| Kamil Majchrzak Kwon Sun-u \| 5 7 \| 63 7 \| \| \| \| 3. \| \| Karol Drzewiecki / Jan Zieliński Čong Jun-song / Nam Či-song \| 63 7 \| 6 4 \| 3 6 \| \| \| 4. \| \| Martyn Pawelski Song Min-kju \| 6 3 \| 6 4 \| \| \| \| 5. \| \| Maks Kaśnikowski Kwon Sun-u \| \| \| \| nehrálo se \| \| \| \| \| \| \| \| \| \| \| \| \| \| \| \| \| \| \| \| \| \| \| \| \| \| \| \| \| \| \| \| \| \| \| \| \| \| \| \| \| |        |                                                              |        |             |     |            |
| |        |                                                              | 1.     | 2.          | 3.  |            |
| 1. |        | Maks Kaśnikowski Hong Song-čchan                             | 68 710 | 2 6         |     |            |
| 2. |        | Kamil Majchrzak Kwon Sun-u                                   | 5 7    | 63 7        |     |            |
| 3. |        | Karol Drzewiecki / Jan Zieliński Čong Jun-song / Nam Či-song | 63 7   | 6 4         | 3 6 |            |
| 4. |        | Martyn Pawelski Song Min-kju                                 | 6 3    | 6 4         |     |            |
| 5. |        | Maks Kaśnikowski Kwon Sun-u                                  |        |             |     | nehrálo se |
| |        |                                                              |        |             |     |            |
| |        |                                                              |        |             |     |            |
| |        |                                                              |        |             |     |            |
| |        |                                                              |        |             |     |            |
| |        |                                                              |        |             |     |            |

### Švýcarsko vs. Peru
| | Švýcarsko | 4 :                                                                                     | 0   | Peru |          |            |
| --- | --------- | --------------------------------------------------------------------------------------- | --- | ---- | -------- | ---------- |
| Swiss Tennis Arena, Biel, Švýcarsko 13.–14. září 2024 tvrdý – Acrylic (hala) |           |                                                                                         |     |      |          |            |
| \| \| \| \| 1. \| 2. \| 3. \| \| \| -- \| \| --------------------------------------------------------------------------------------- \| --- \| --- \| -------- \| ---------- \| \| 1. \| \| Jérôme Kym Ignacio Buse \| 6 1 \| 6 4 \| \| \| \| 2. \| \| Marc-Andrea Hüsler Juan Pablo Varillas \| 6 3 \| 6 4 \| \| \| \| 3. \| \| Marc-Andrea Hüsler / Dominic Stricker Arklon Huertas del Pino / Conner Huertas del Pino \| 7 5 \| 6 1 \| \| \| \| 4. \| \| Rémy Bertola Gonzalo Bueno \| 5 7 \| 7 5 \| [10] [5] \| \| \| 5. \| \| Marc-Andrea Hüsler Ignacio Buse \| \| \| \| nehrálo se \| \| \| \| \| \| \| \| \| \| \| \| \| \| \| \| \| \| \| \| \| \| \| \| \| \| \| \| \| \| \| \| \| \| \| \| \| \| \| \| \| |           |                                                                                         |     |      |          |            |
| |           |                                                                                         | 1.  | 2.   | 3.       |            |
| 1. |           | Jérôme Kym Ignacio Buse                                                                 | 6 1 | 6 4  |          |            |
| 2. |           | Marc-Andrea Hüsler Juan Pablo Varillas                                                  | 6 3 | 6 4  |          |            |
| 3. |           | Marc-Andrea Hüsler / Dominic Stricker Arklon Huertas del Pino / Conner Huertas del Pino | 7 5 | 6 1  |          |            |
| 4. |           | Rémy Bertola Gonzalo Bueno                                                              | 5 7 | 7 5  | [10] [5] |            |
| 5. |           | Marc-Andrea Hüsler Ignacio Buse                                                         |     |      |          | nehrálo se |
| |           |                                                                                         |     |      |          |            |
| |           |                                                                                         |     |      |          |            |
| |           |                                                                                         |     |      |          |            |
| |           |                                                                                         |     |      |          |            |
| |           |                                                                                         |     |      |          |            |

### Egypt vs. Maďarsko
| | Egypt | 2 :                                                                   | 3     | Maďarsko |      |  |
| --- | ----- | --------------------------------------------------------------------- | ----- | -------- | ---- |  |
| Sportovní klub Gezira, Káhira, Egypt 13.–14. září 2024 antuka |       |                                                                       |       |          |      |  |
| \| \| \| \| 1. \| 2. \| 3. \| \| \| -- \| \| --------------------------------------------------------------------- \| ----- \| ---- \| ---- \| \| \| 1. \| \| Amr Elsayed Zsombor Piros \| 7 5 \| 3 6 \| 4 6 \| \| \| 2. \| \| Mohamed Safwat Máté Valkusz \| 6 3 \| 5 7 \| 7 65 \| \| \| 3. \| \| Karim-Mohamed Maamoun / Mohamed Safwat Péter Fajta / Gergely Madarász \| 78 66 \| 7 64 \| \| \| \| 4. \| \| Mohamed Safwat Zsombor Piros \| 63 7 \| 1 6 \| \| \| \| 5. \| \| Fares Zakaria Máté Valkusz \| 3 6 \| 4 6 \| \| \| \| \| \| \| \| \| \| \| \| \| \| \| \| \| \| \| \| \| \| \| \| \| \| \| \| \| \| \| \| \| \| \| \| \| \| \| \| \| \| \| |       |                                                                       |       |          |      |  |
| |       |                                                                       | 1.    | 2.       | 3.   |  |
| 1. |       | Amr Elsayed Zsombor Piros                                             | 7 5   | 3 6      | 4 6  |  |
| 2. |       | Mohamed Safwat Máté Valkusz                                           | 6 3   | 5 7      | 7 65 |  |
| 3. |       | Karim-Mohamed Maamoun / Mohamed Safwat Péter Fajta / Gergely Madarász | 78 66 | 7 64     |      |  |
| 4. |       | Mohamed Safwat Zsombor Piros                                          | 63 7  | 1 6      |      |  |
| 5. |       | Fares Zakaria Máté Valkusz                                            | 3 6   | 4 6      |      |  |
| |       |                                                                       |       |          |      |  |
| |       |                                                                       |       |          |      |  |
| |       |                                                                       |       |          |      |  |
| |       |                                                                       |       |          |      |  |
| |       |                                                                       |       |          |      |  |

### Norsko vs. Portugalsko
| | Norsko | 3 :                                                           | 1    | Portugalsko |      |            |
| --- | ------ | ------------------------------------------------------------- | ---- | ----------- | ---- | ---------- |
| Nadderud Arena, Bekkestua, Norsko 13.–14. září 2024 tvrdý – Laykold MS2 (hala) |        |                                                               |      |             |      |            |
| \| \| \| \| 1. \| 2. \| 3. \| \| \| -- \| \| ------------------------------------------------------------- \| ---- \| --- \| ---- \| ---------- \| \| 1. \| \| Nicolai Budkov Kjær Jaime Faria \| 4 6 \| 6 3 \| 7 64 \| \| \| 2. \| \| Casper Ruud Henrique Rocha \| 3 6 \| 4 6 \| \| \| \| 3. \| \| Viktor Durasovic / Casper Ruud Francisco Cabral / Jaime Faria \| 7 5 \| 6 3 \| \| \| \| 4. \| \| Casper Ruud Jaime Faria \| 7 63 \| 6 2 \| \| \| \| 5. \| \| Nicolai Budkov Kjær Henrique Rocha \| \| \| \| nehrálo se \| \| \| \| \| \| \| \| \| \| \| \| \| \| \| \| \| \| \| \| \| \| \| \| \| \| \| \| \| \| \| \| \| \| \| \| \| \| \| \| \| |        |                                                               |      |             |      |            |
| |        |                                                               | 1.   | 2.          | 3.   |            |
| 1. |        | Nicolai Budkov Kjær Jaime Faria                               | 4 6  | 6 3         | 7 64 |            |
| 2. |        | Casper Ruud Henrique Rocha                                    | 3 6  | 4 6         |      |            |
| 3. |        | Viktor Durasovic / Casper Ruud Francisco Cabral / Jaime Faria | 7 5  | 6 3         |      |            |
| 4. |        | Casper Ruud Jaime Faria                                       | 7 63 | 6 2         |      |            |
| 5. |        | Nicolai Budkov Kjær Henrique Rocha                            |      |             |      | nehrálo se |
| |        |                                                               |      |             |      |            |
| |        |                                                               |      |             |      |            |
| |        |                                                               |      |             |      |            |
| |        |                                                               |      |             |      |            |
| |        |                                                               |      |             |      |            |

### Rakousko vs. Turecko
| | Rakousko | 3 :                                                           | 0   | Turecko |    |            |
| --- | -------- | ------------------------------------------------------------- | --- | ------- | -- | ---------- |
| Sportaktivpark Bad Waltersdorf, Bad Waltersdorf, Rakousko 13.–14. září 2024 antuka |          |                                                               |     |         |    |            |
| \| \| \| \| 1. \| 2. \| 3. \| \| \| -- \| \| ------------------------------------------------------------- \| --- \| --- \| -- \| ---------- \| \| 1. \| \| Jurij Rodionov Yanki Erel \| 6 3 \| 6 4 \| \| \| \| 2. \| \| Lukas Neumayer Cem İlkel \| 7 6 \| 6 2 \| \| \| \| 3. \| \| Alexander Erler / Lucas Miedler Altuğ Çelikbilek / Yankı Erel \| 6 3 \| 6 4 \| \| \| \| 4. \| \| Jurij Rodionov Cem İlkel \| \| \| \| nehrálo se \| \| 5. \| \| Lukas Neumayer Yanki Erel \| \| \| \| nehrálo se \| \| \| \| \| \| \| \| \| \| \| \| \| \| \| \| \| \| \| \| \| \| \| \| \| \| \| \| \| \| \| \| \| \| \| \| \| \| \| \| \| |          |                                                               |     |         |    |            |
| |          |                                                               | 1.  | 2.      | 3. |            |
| 1. |          | Jurij Rodionov Yanki Erel                                     | 6 3 | 6 4     |    |            |
| 2. |          | Lukas Neumayer Cem İlkel                                      | 7 6 | 6 2     |    |            |
| 3. |          | Alexander Erler / Lucas Miedler Altuğ Çelikbilek / Yankı Erel | 6 3 | 6 4     |    |            |
| 4. |          | Jurij Rodionov Cem İlkel                                      |     |         |    | nehrálo se |
| 5. |          | Lukas Neumayer Yanki Erel                                     |     |         |    | nehrálo se |
| |          |                                                               |     |         |    |            |
| |          |                                                               |     |         |    |            |
| |          |                                                               |     |         |    |            |
| |          |                                                               |     |         |    |            |
| |          |                                                               |     |         |    |            |

### Tchaj-wan vs. Bosna a Hercegovina
| | Tchaj-wan | 3 :                                            | 2   | Bosna a Hercegovina |     |  |
| --- | --------- | ---------------------------------------------- | --- | ------------------- | --- |  |
| Tenisové centrum v Tchaj-peji, Tchaj-pej, Tchaj-wan 14.–15. září 2024 tvrdý – Plexipave (hala) |           |                                                |     |                     |     |  |
| \| \| \| \| 1. \| 2. \| 3. \| \| \| -- \| \| ---------------------------------------------- \| --- \| --- \| --- \| \| \| 1. \| \| Ceng Čchun-sin Mirza Bašić \| 6 3 \| 5 7 \| 4 6 \| \| \| 2. \| \| Wu Tchung-lin Damir Džumhur \| 6 2 \| 6 1 \| \| \| \| 3. \| \| Ray Ho / Sü Jü-siou Mirza Bašić / Nerman Fatić \| 6 3 \| 6 4 \| \| \| \| 4. \| \| Ceng Čchun-si Damir Džumhur \| 4 6 \| 6 2 \| 2 6 \| \| \| 5. \| \| Wu Tchung-lin Mirza Bašić \| 6 1 \| 6 4 \| \| \| \| \| \| \| \| \| \| \| \| \| \| \| \| \| \| \| \| \| \| \| \| \| \| \| \| \| \| \| \| \| \| \| \| \| \| \| \| \| \| \| |           |                                                |     |                     |     |  |
| |           |                                                | 1.  | 2.                  | 3.  |  |
| 1. |           | Ceng Čchun-sin Mirza Bašić                     | 6 3 | 5 7                 | 4 6 |  |
| 2. |           | Wu Tchung-lin Damir Džumhur                    | 6 2 | 6 1                 |     |  |
| 3. |           | Ray Ho / Sü Jü-siou Mirza Bašić / Nerman Fatić | 6 3 | 6 4                 |     |  |
| 4. |           | Ceng Čchun-si Damir Džumhur                    | 4 6 | 6 2                 | 2 6 |  |
| 5. |           | Wu Tchung-lin Mirza Bašić                      | 6 1 | 6 4                 |     |  |
| |           |                                                |     |                     |     |  |
| |           |                                                |     |                     |     |  |
| |           |                                                |     |                     |     |  |
| |           |                                                |     |                     |     |  |
| |           |                                                |     |                     |     |  |

### Izrael vs. Ukrajina
| | Izrael | 3 :                                                                 | 1   | Ukrajina |      |            |
| --- | ------ | ------------------------------------------------------------------- | --- | -------- | ---- | ---------- |
| Herodotou Tennis Academy, Larnaka, Kypr 13.–14. září 2024 tvrdý – Greenset Grand Prix |        |                                                                     |     |          |      |            |
| \| \| \| \| 1. \| 2. \| 3. \| \| \| -- \| \| ------------------------------------------------------------------- \| --- \| ---- \| ---- \| ---------- \| \| 1. \| \| Jišaj Oli'el Oleksandr Ovčarenko \| 0 6 \| 6 4 \| 6 4 \| \| \| 2. \| \| Daniel Cukierman Vitalij Sačko \| 6 2 \| 6 2 \| \| \| \| 3. \| \| Daniel Cukierman / Roy Stepanov Illja Běloborodko / Oleksij Krutych \| 5 7 \| 67 9 \| \| \| \| 4. \| \| Jišaj Oli'el Oleksij Krutych \| 6 2 \| 3 6 \| 7 63 \| \| \| 5. \| \| Daniel Cukierman Oleksandr Ovčarenko \| \| \| \| nehrálo se \| \| \| \| \| \| \| \| \| \| \| \| \| \| \| \| \| \| \| \| \| \| \| \| \| \| \| \| \| \| \| \| \| \| \| \| \| \| \| \| \| |        |                                                                     |     |          |      |            |
| |        |                                                                     | 1.  | 2.       | 3.   |            |
| 1. |        | Jišaj Oli'el Oleksandr Ovčarenko                                    | 0 6 | 6 4      | 6 4  |            |
| 2. |        | Daniel Cukierman Vitalij Sačko                                      | 6 2 | 6 2      |      |            |
| 3. |        | Daniel Cukierman / Roy Stepanov Illja Běloborodko / Oleksij Krutych | 5 7 | 67 9     |      |            |
| 4. |        | Jišaj Oli'el Oleksij Krutych                                        | 6 2 | 3 6      | 7 63 |            |
| 5. |        | Daniel Cukierman Oleksandr Ovčarenko                                |     |          |      | nehrálo se |
| |        |                                                                     |     |          |      |            |
| |        |                                                                     |     |          |      |            |
| |        |                                                                     |     |          |      |            |
| |        |                                                                     |     |          |      |            |
| |        |                                                                     |     |          |      |            |

### Japonsko vs. Kolumbie
| | Japonsko | 3 :                                                                       | 1    | Kolumbie |     |            |
| --- | -------- | ------------------------------------------------------------------------- | ---- | -------- | --- | ---------- |
| Ariake Coliseum, Tokio, Japonsko 14.–15. září 2024 tvrdý – DecoTurf |          |                                                                           |      |          |     |            |
| \| \| \| \| 1. \| 2. \| 3. \| \| \| -- \| \| ------------------------------------------------------------------------- \| ---- \| --- \| --- \| ---------- \| \| 1. \| \| Jošihito Nišioka Adrià Soriano Barrera \| 6 3 \| 6 4 \| \| \| \| 2. \| \| Kei Nišikori Nicolás Mejía \| 6 4 \| 6 4 \| \| \| \| 3. \| \| Šintaró Močizuki / Jsuke Watanuki Nicolás Barrientos / Cristian Rodríguez \| 7 64 \| 2 6 \| 3 6 \| \| \| 4. \| \| Jošihito Nišioka Nicolás Mejía \| 7 5 \| 6 4 \| \| \| \| 5. \| \| Kei Nišikori Adrià Soriano Barrera \| \| \| \| nehrálo se \| \| \| \| \| \| \| \| \| \| \| \| \| \| \| \| \| \| \| \| \| \| \| \| \| \| \| \| \| \| \| \| \| \| \| \| \| \| \| \| \| |          |                                                                           |      |          |     |            |
| |          |                                                                           | 1.   | 2.       | 3.  |            |
| 1. |          | Jošihito Nišioka Adrià Soriano Barrera                                    | 6 3  | 6 4      |     |            |
| 2. |          | Kei Nišikori Nicolás Mejía                                                | 6 4  | 6 4      |     |            |
| 3. |          | Šintaró Močizuki / Jsuke Watanuki Nicolás Barrientos / Cristian Rodríguez | 7 64 | 2 6      | 3 6 |            |
| 4. |          | Jošihito Nišioka Nicolás Mejía                                            | 7 5  | 6 4      |     |            |
| 5. |          | Kei Nišikori Adrià Soriano Barrera                                        |      |          |     | nehrálo se |
| |          |                                                                           |      |          |     |            |
| |          |                                                                           |      |          |     |            |
| |          |                                                                           |      |          |     |            |
| |          |                                                                           |      |          |     |            |
| |          |                                                                           |      |          |     |            |